# Riya
riya（りや、2月18日 - ）は、日本の女性シンガーソングライター、作詞家。音楽ユニット「eufonius」のボーカリスト。福岡県出身。血液型はAB型。

## 概要・略歴
短大の音楽科を卒業した後、シンガーソングライターの新居昭乃に憧れて、鍵盤の講師をする傍ら、同窓生だった作曲家のmyuと音楽ユニット「refio」を結成する。同人音楽ユニット「空色絵本」と共に、音系同人即売会「M3」中心の音楽制作を続ける。
自身のホームページに掲載していたオリジナル曲が作曲家の菊地創の目に留まり、同人音楽ユニット「eufonius」が結成される。インディーズでの活動が続いていたが、eufonius結成によりメジャーデビューを果たした。
多くの楽曲で作詞も手掛け、作曲や編曲も行う。歌詞やコーラス中に一聴すると英語やイタリア語、ラテン語系の言葉に聞こえるファンの間では「riya語」とも呼ばれる「造語」を使うことがある。また、歌詞の一人称には「僕」、二人称には「君」を使うことが多い。

## 作品

### シングル
- 時の向こう側（2005年3月24日発売／ランティスより）
  1. 時の向こう側（PlayStation Portableゲーム「英雄伝説 ガガーブトリロジー 白き魔女」オープニング主題歌／作詞・作曲：riya／編曲：MANYO）
  2. 空の果てへ（PlayStation Portableゲーム「英雄伝説 ガガーブトリロジー 白き魔女」エンディング主題歌／作詞・作曲：riya／編曲：MANYO）
  3. 時の向こう側（off vocal）
  4. 空の果てへ（off vocal）

### アルバム
- Love Song（2005年8月31日発売／Key Sounds Labelより）
  1. 始まりの坂（作詞・作曲：麻枝准／編曲：riya）
  2. 蒼の夢（作詞・作曲：麻枝准／編曲：たくまる）
  3. 星なる石（作詞・作曲：麻枝准／編曲：汐凪くじら）
  4. 走る（作詞・作曲：麻枝准／編曲：MANYO）
  5. 百年の夏（作詞・作曲：麻枝准／編曲：たくまる）
  6. 僕らの恋（作詞・作曲：麻枝准／編曲：麻枝准&たくまる）
  7. 灰色の羽根（作詞・作曲：麻枝准／編曲：MANYO）
  8. グラモフォン（作詞・作曲：麻枝准／編曲：岩下倫太郎）
  9. 神話（作詞・作曲：麻枝准／編曲：moresis）※moresis:佐藤ケンジ&永尾ヨシヒサ(空色絵本)
  10. 氷時計（作詞・作曲：麻枝准／編曲：moresis）
  11. 折れない翼（作詞・作曲：麻枝准／編曲：麻枝准&たくまる）
  12. そして物語が終わる（作詞・作曲：麻枝准／編曲：汐凪くじら）
  13. Love Song（作詞・作曲：麻枝准／編曲：riya）

### オムニバス
- ソララド（パソコンゲーム「CLANNAD」イメージボーカルアルバム／2003年12月28日発売／Key Sounds Labelより）
  1. 少女の幻想（作詞：Key／作曲：戸越まごめ／編曲：たくまる）
  2. オーバー（作詞：Key／作曲：折戸伸治／編曲：まにょっ）
  3. 海鳴り（作詞：Key／作曲：折戸伸治／編曲：まにょっ）
  4. 遠い旅の記憶（作詞：riya／作曲：折戸伸治／編曲：たくまる）
  5. 一万の軌跡（作詞：Key／作曲：折戸伸治・戸越まごめ／編曲：まにょっ）
  6. 空に光る（作詞：Key／作曲：戸越まごめ／編曲：たくまる）
- PlayStation 2ゲーム「アカイイト」オリジナルサウンドトラック（2004年11月3日発売／キングレコードより）
  - オープニング主題歌「廻る世界で（作詞：麓川智之／作曲・編曲：MANYO (Little Wing)）」
  - エンディング主題歌「旅路の果て（作詞：麓川智之／作曲・編曲：MANYO (Little Wing)）」
    - ※ いずれも霜月はるかとのツインボーカルによる。
- progressive memories（パソコンゲーム「最終試験くじら」イメージボーカルアルバム／2004年12月1日発売／ランティスより）
  - オープニング主題歌「ディアノイア（作詞：tororo／作曲・編曲：大久保薫）」
- PlayStation 2&ドリームキャストゲーム「水月 〜迷心〜」オリジナルサウンドトラック（2004年12月22日発売／ランティスより）
  - オープニング主題歌「CRESCENT MOON（作詞：Duca／作曲・編曲：安瀬聖）」
- ソララドアペンド（パソコンゲーム「CLANNAD」イメージボーカルアルバム／2004年12月29日発売／Key Sounds Labelより）
  1. 同じ高み（作詞：Key／作曲：麻枝准／編曲：まにょっ）
  2. 風の少女（作詞：Key／作曲：戸越まごめ／編曲：まにょっ）
  3. ひとひらの桜（作詞：Key／作曲：麻枝准／編曲：たくまる）
  4. 木漏れ日（作詞：Key／作曲：戸越まごめ／編曲：たくまる）
- CLANNAD ORIGINAL SOUNDTRACK（2005年1月28日発売／Key Sounds Labelより）
  - オープニング主題歌「メグメル（作詞：riya／作曲：eufonius／編曲：kiku）」
  - エンディング主題歌「-影二つ-（作詞：魁／作曲・編曲：戸越まごめ）」
  - アフターストーリー・エンディング主題歌「小さなてのひら（作詞・作曲：麻枝准／編曲：戸越まごめ）」
- PlayStation 2ゲーム「マビノ×スタイル」ボーカル&ドラマアルバム（2005年5月25日発売／ランティスより）
  - オープニング主題歌「光の方へ 〜明日へのJYUMON〜（作詞：riya／作曲・編曲：まにょっ）」収録
- memento（パソコンゲーム「CLANNAD」リミックスアルバム／2006年2月24日発売／Key Sounds Labelより）
  - イメージソング「桜抒曲（作詞・作曲・編曲：樋口秀樹）」
- セカイノユクエ from FINAL FANTASY LEGENDS（2012年8月31日配信）
  - セカイノユクエ
- まおゆう魔王勇者 O.S.T. まお盤（2013年3月20日発売）
  - この我のものとなれ
- まおゆう魔王勇者 O.S.T. ゆう盤（2013年3月20日発売）
  - アウステンアウスト
- true tears×花咲くいろは×TARI TARI ジョイントフェスティバル テーマソングCD（2013年4月13日発売）
  - ユートピア（歌：riya、きみコ、AiRI）
- セブンスドラゴンIII code:VFD オリジナル・サウンドトラック&ソングス（2015年12月23日発売）
  - 終撃のイグニト feat. riya(eufonius)
- ISLAND オリジナルサウンドトラック（2016年5月11日配信）
  - Traveler's tale
- 蒼の彼方のフォーリズム VOCAL ALBUM3（2017年4月30日発売）
  - From now on -勇気の向こうに-
- 天結いキャッスルマイスター サウンドコレクション（2017年8月10日発売）
  - all my relations
- 蒼の彼方のフォーリズム VOCAL ALBUM4（2017年8月11日発売）
  - NIGHT FLIGHT
- リディー&スールのアトリエ 〜不思議な絵画の錬金術士〜 ボーカルアルバム（2017年12月20日発売）
  - クローマ（歌：riya、Ceui）
  - キャンバス
- 蒼の彼方のフォーリズム 4th Anniversary BOX 特典音楽CD（2018年11月30日発売）
  - The absolute 〜空域の支配者〜
- spriteSTORE ファイナルキャンペーンCD（2019年2月1日より配布）
  - one of a kind
- グリザイア ファントムトリガー vol.7 特典CD（2020年7月22日発売）
  - 黎明のエリュシオン
- まいてつ Last Run!! Vocal Complete Album（2020年10月30日発売）
  - 水彩
- 逆境☆不惑☆フラクション/レッツゴー・マイ・ハウス!!!（2023年2月15日発売）
  - 逆境☆不惑☆フラクション（歌：橋本みゆき、榊原ゆい、Rita with AiRI、Ayumi.、片霧烈火、川村ゆみ、佐咲紗花、Duca、中恵光城、のみこ、美郷あき、yozuca*、rino、riya（eufonius））

### 作詞提供
- Annabel
  - syncretism
- 伊藤真澄
  - 透明な祈り
  - new days
  - ひとつずつ
  - 星達の午後
- 釘宮理恵
  - forêt noire
  - wonder
  - vilenmua
  - 空のアルカナ
- スフィア
  - パルタージュ
- 高垣彩陽
  - 光のフィルメント
- TARI TARI
  - goin' my way!!
  - Hau'oli♪
  - 心の旋律
  - radiant melody
  - 旅立ちの歌
- さよならの朝に約束の花をかざろう
  - ウィアートル